# Rozdilne, Sambir
Rozdilne (în ucraineană Роздільне) este o comună în raionul Sambir, regiunea Liov, Ucraina, formată numai din satul de reședință.

## Demografie
Componența lingvistică a comunei Rozdilne
     Ucraineană (100%)
Conform recensământului din 2001, toată populația comunei Rozdilne era vorbitoare de ucraineană (100%).